# Tribunal judiciaire de Saint-Brieuc
Le tribunal judiciaire de Saint-Brieuc est une juridiction française de première instance et de droit commun compétente pour le département des Côtes-d'Armor.
La juridiction d'appel compétente pour connaitre des jugements du tribunal judiciaire de Saint-Brieuc est la cour d'appel de Rennes située au Parlement de Bretagne à Rennes.

## Localisation
Le tribunal judiciaire est implanté dans le Palais de Justice au parc des promenades de Saint-Brieuc.

## Organisation

### Présidents
- Laurent Sabatier depuis 2019[1] ;
- Marie-Christine Plaire-Courtade entre 2016 et 2019.

### Procureurs
Début février 2025, Julien Wattebled a officiellement été installé à son poste de procureur de la République de Saint-Brieuc lors de l’audience solennelle de rentrée du tribunal judiciaire.

## Tribunal de proximité
Le tribunal judiciaire de Saint-Brieuc compte une chambre de proximité située à Guingamp. Le tribunal de proximité de Guingamp est situé au 38 place du centre.